# Apalis jacksoni
Apalis jacksoni là một loài chim trong họ Cisticolidae.